# Аракелян, Грант Бабкенович
Грант Бабке́нович Аракеля́н (арм. Հրանտ Առաքելյան; род. 11 мая 1947, Ереван, Армянская ССР) — армянский философ науки, физик по образованию, ведущий научный сотрудник Института философии, социологии и права Национальной академии наук Республики Армения.

## Биография
Грант Аракелян родился в семье потомственных интеллигентов. Отец Бабкен Николаевич Аракелян, археолог и историк, академик АН Армении, долгие годы возглавлял Институт археологии и этнографии Армянской ССР, был академиком-секретарём Отделения общественных наук АН Армении. Мать, Нелли Леоновна, была по образованию биологом, а сестра, Анаит хеттолог. Дядя по материнской линии Армен Леонович Тахтаджян, выдающийся ботаник, академик АН ССР и АН Армянской ССР, член многих иностранных академий и общества, в том числе Национальной академии наук США и Линеевского общества в Лондоне, был директором Ботанического института имени В. Л. Комарова и Президентом Русского ботанического общества.  Бабушка Гранта Аракеляна, мать Нелли и Армена Тахтаджян, в девичестве Газарбекян Герселия Сергеевна, была связана родством с одной из ветвей знаменитой фамилии Лазаревых (Лазарян), имя которых связано в Лазаревским институтом восточных языков в Москве (ныне посольство Республики Армения).
Росший в такой среде Грант уже в ранние годы тянулся к знаниям, проявляя повышенный интерес к вопросам общего мировоззренческого характера, к математике, физике и истории, которые впоследствии стали сферой его научных интересов. Сразу после учёбы на факультете физики Ереванского государственного университета он поступил в аспирантуру Института философии и права АН Армении, где работает и по сей день. Кандидатскую диссертацию «Логический и  гносеологический аспекты доказательства в математике» защитил в 1975 г. в Ереванском государственном университете, докторскую «Числа и величины в современной физике» по специальности «Философские вопросы естествознания" защитил в 1992 г. в Санкт-Петербургском государственном университете.

## Научная работа
Г. Аракелян  является автором множества работ на русском, английском и армянском языках, в том числе около пятнадцати монографий по философии науки, основаниям физики и математики, а также политологии и истории. Особый интерес он проявляет к вопросам оснований физической теории.
В качестве базисной  теории физики Г. Аракелян предлагает теорию ЛМФ, основанную на идее единства математической логики (Л), формальной математики (М) и фундаментальной физики (Ф). Ключевую роль в теории ЛМФ играют фундаментальные математические константы, выводимые им дедуктивно на основе логического исчисления предикатов (логики первого порядка) и системы математических аксиом. В 1981 Г. Аракелян открыл обозначенную армянской буквой ա константу суперпозиции косинуса, как фундаментальную математическую константу и универсальный числовой аттрактор, которую применил при решении некоторых числовых задач физической теории и вычислил с точностью до 12,8 млн десятичных знаков.
В трудах по политологии и истории он рассматривает и анализирует вопросы современной геополитики и истории недавнего прошлого.

## Избранные труды - монографии
- О доказательстве в математике (Методологический анализ). Ереван: Изд. АН, 1979, 116 с.
- Фундаментальные безразмерные величины (Их роль и значение для методологии науки). Ереван: Изд. АН, 1981, 160 с.
- Числа и величины в современной физике. Ереван: Изд. АН, 1989, 300 с.  http://www.any-book.ru/book/show/id/1364375
- Основания физической теории. Ереван: Давид, 1997, 230 с.
- Фундаментальная теория ЛМФ. Ереван: Лусабац, 2007, 906 с.  http://www.hrantara.com/Monograph.pdf
- От логических атомов к физическим законам. Ереван: Лусабац, 2007, 300 с. ISBN 978-99941-31-67-1.  http://www.hrantara.com/Book.pdf
- LMP Fundamental Theory. Yerevan, Sarvard Hrat. LTD, 2010, 98 p. ISBN 978-9939-824-03-1 http://314159.ru/arakelian/arakelian1.pdf Архивная копия от 15 апреля 2021 на Wayback Machine
- Теория ЛМФ и принцип золотого сечения. В четырех частях. Эл. изд. Академия Тринитаризма, М., Эл № 77-6567, публ. 16694, 30.07.2011 http://www.trinitas.ru/rus/doc/0232/009a/02321208.htm
- Математика и история золотого сечения. М.: Логос, 2014, 403 с.  ISBN 978-5-98704-663-0
- Империя перешла в наступление: политическое эссе М.: Университетская книга, 2015, 285 с. ISBN 978-5-98699-158-0
- Об основаниях фундаментальной науки. В трёх частях. «Академия Тринитаризма», М., Эл № 77-6567, публ.22716, 15.11.2016  http://www.trinitas.ru/rus/doc/0016/001e/00163124.htm
- Империя перешла в наступление: Кто же жаждет мирового господства? М.: Университетская книга, (2 издание), 2017, 312 с. ISBN 978-5-98699-257-0
- Сирийский кризис (истоки и современность). Электронное издание М.: Университетская книга, 2017, ISBN 978-5-98699-255-6
- Война в Сирии (истоки, предыстория и действительность). Изд.: Лусабац, 2017, 566 с., ISBN 978-9939-0-2502-5
- Война в Сирии (истоки, предыстория и действительность). Электронное издание. Санкт-Петербург: SuperИздательство, 2018, 720 с. https://www.litres.ru/grant-arakelyan/voyna-v-sirii-istoki-predystoriya-i-deystvitelnost/chitat-onlayn/

## Статьи
- Понятие “квазиинварианта” и методология науки (совм. с С.Меликяном). VII Всесоюзный симпозиум по погике и методологии науки. Тезисы сообщений. Киев: “Наукова думка”, 1976, с. 209-210.
- О доказательстве в теоретико-множественной и формалистской системах унификации математики. В сб. Философское вопросы современного естествознания. Ереван: Изд. АН, 1977, с. 73–115.
- К вопросу о фундаментальных постоянных и единой физической картине мира. “Լրաբեր հասարակական գիտությունների” Հայկ. ՍՍՌ ԳԱ, 1979, №8, էջ 58–68։
- Диалектика развития единой физической картины мира. Диалектика естественнонаучного и социального познания. Тезисы докладов III Всесоюзной школы молодого философа. Москва 1979, с. 21–22.
- Об одной нетрадиционной интерпретации соотношения неопределенностей Гейзенберга. Актуальные проблемы детерминизма. Материалы Всесоюзной научной конференции. Тбилиси: Изд. Тбилисского университета, 1980, с. 59–63.
- Числа и величины в современной физике. Автореф. докторской. диссертации, Санкт.-Петербург, 1992, 40 с.
- О доминанте внутринаучной эволюции физического знания (Физические величины в эволюции физики). Synopsys, вып. 4. Ереван, 1994, c. 39–52.
- Fundamental Theory in Physics: Dream and Reality. Synopsis, vol. 2. Yerevan, 1994, p. 80–94.
- The New Fundamental Constant of Mathematics. Pan-Armenian Scientific Rev., vol. 3, London 1995, p. 18–21.
- On The Philosophical, Logical-Mathematical Foundation of Fundamental Physics and the Outline of LMP Theory. Armenian Mind, Yerevan, 1997, 14 р.
- Brief Notes on the Philosophical Heritage of V. A. Ambartsumian. Armenian Mind., Yerevan, 1999, 6 p.
- 24 как число природы http://levonabrahamian.com/cntnt/articles_b/stati/grant_arak.html
- Об основаниях физической теории. Вестник Российско-Армянского Университета (серия: гуманитарные и общественные науки). (7), №1, 2009, с 20–34.
- Фундаментальные математические константы как начало всех чисел и новая ФМК «Академия Тринитаризма», М.,Эл № 77-6567, публ.16330, 03.02.2011. http://www.trinitas.ru/rus/doc/0016/001c/00161779.htm Архивная копия от 21 января 2022 на Wayback Machine
- Границы физического мира. Наибольшее число в природе. «Академия Тринитаризма», М., Эл № 77-6567,публ.16340, 06.02.2011. http://www.trinitas.ru/rus/doc/0016/001c/00161784.htm Архивная копия от 14 марта 2022 на Wayback Machine
- О мировой гармонии, теории золотого сечения и её обобщениях // «Академия Тринитаризма», М., Эл № 77-6567,публ.17064, 06.12.2011 http://www.trinitas.ru/rus/doc/0232/013a/02322065.htm Архивная копия от 20 апреля 2021 на Wayback Machine
- Пик “острова стабильности” и принцип золотого сечения. «Академия Тринитаризма», М., Эл № 77-6567,публ.16388, 23.02.2011. http://www.trinitas.ru/rus/doc/0016/001c/00161801.htm Архивная копия от 3 марта 2022 на Wayback Machine
- New Fundamental Mathematical Constant: History, Present State and Prospects. Nonlinear Sci. Lett. B, 1(4) (2011), p. 183–193
- Фундаментальная константа ա в основаниях математики. “Հասարակական միտքը արդի ժամանակաշրջանում”. Երևան 2011, Եվրոպրինտ, էջ 30-60:
- Реплика на статью А.П.Стахова «"Родовые признаки" для обобщённых золотых сечений» «Академия Тринитаризма», М., Эл № 77-6567, публ.17521, 13.06.2012. http://www.trinitas.ru/rus/doc/0232/009a/02321262.htm Архивная копия от 20 апреля 2021 на Wayback Machine
- В поисках фундаментальной теории. “Հասարակական միտքը արդի ժամանակաշրջանում”. Երևան 2012, Եվրոպրինտ, էջ 55-65:
- Открытие частицы Хиггса: а был ли мальчик? http://regnum.ru/news/innovatio/1726607.html#ixzz2jPnSDo5s
- О математической гармонии мира. “Հասարակական միտքը արդի ժամանակաշրջանում”. Երևան 2013, Եվրոպրինտ, էջ 43-50:
- Цветные революции в контексте истории и зеркале современной политики.  «Академия Тринитаризма», М.,Эл № 77-6567, публ.18482, 01.02.2014. http://www.trinitas.ru/rus/doc/0012/001d/00122567.htm Архивная копия от 19 апреля 2021 на Wayback Machine
- Существует ли «Канцлер-Акт»? «Академия Тринитаризма», М., Эл № 77-6567, публ.20680, 01.06.2015. http://www.trinitas.ru/rus/doc/0012/001d/00123767.htm Архивная копия от 24 января 2020 на Wayback Machine
- Об основаниях фундаментальной науки. В трёх частях. «Академия Тринитаризма», М., Эл № 77-6567, публ.22716, 15.11.2016  http://www.trinitas.ru/rus/doc/0016/001e/00163124.htm
- Hybrid Wars of the Western Empire. Global Peace Science, Chapter 13. Plague of the US/NATO Global Militarism/Terrorism. What is Vaccine and Immunity from it? – It is Global Peace Science, 2017,  p. 531–533. http://peacefromharmony.org/docs/global-peace-science-2016.pdf
- Демократия как социальная и политическая утопия. СОТИС. Социальные технологии и исследования, 2017. с. 33–47, ISBN 2226-4434
- How Many Fundamental Constants and Initial Functions are there in Mathematics? Science and world. 2017. № 12 (52). Vol. I, p, 14–21, ISBN 2308-4804.http://scienceph.ru/f/science_and_world_no_12_52_december_vol_i.pdf
- Решение «задачи фараона» посредством программы «Mathematica» // «Академия Тринитаризма», М., Эл № 77-6567, публ.23473, 12.06.2017 http://www.trinitas.ru/rus/doc/0016/001f/00163327.htm Архивная копия от 28 января 2020 на Wayback Machine
- Грант Аракелян, Метатеоретический анализ оснований научного знания // Клуб Константа, 2018, 54 с. http://314159.ru/arakelian/arakelian2.pdf
- 12,8 млн десятичных знаков константы суперпозиции косинуса // Клуб Константа, 2018, 1624 с. http://314159.ru/arakelian/arakelian3.pdf
- Грант Аракелян. Исследования по основаниям знания. Статья для сборника Института философии, социологии и права НАН  Ра, 2018, 19 с.
- С чего начинаются числа «Академия Тринитаризма», М., Эл № 77-6567, публ.26472, 14.06.2020  http://www.trinitas.ru/rus/doc/0016/001h/00164414.htm  Архивная копия от 18 апреля 2021 на Wayback Machine
- Большая игра. Истоки и начало. Regnum https://regnum.ru/news/3054531.html
- Большая игра. Продолжение и окончание. Regnum https://regnum.ru/news/3054477.html